# Solveig Andersson-Carlsson
Solveig Andersson-Carlsson, egentligen Solveig Kristina Carlsson, ogift Andersson, född 27 augusti 1947 i Vetlanda, Jönköpings län, död 20 november 2022, var en svensk skådespelare, författare och ståupplyriker.

## Biografi
Solveig Andersson-Carlsson studerade vid Calle Flygare Teaterskola i Stockholm och filmdebuterade i Torgny Wickmans film Eva – den utstötta, som beskrevs som "ett förbluffande sammansatt porträtt av en ung och trasig flickgestalt i samhällets periferi". Efter ytterligare några roller, bland annat som den alkoholiserade knekten Klangs olyckliga unga fästmö i TV-serien Raskens 1976 genomgick hon en kristen omvändelse under 1970-talet och lämnade filmbranschen. Hon var därefter verksam som poet, stand up-lyriker och författare, med mer sporadiska framträdanden i film och TV.
Solveig Andersson-Carlsson är syster till konstnären Birgitta Yavari och Nudie Jeans grundare Maria Erixon Levin. Fadern Helge Andersson grundade Vulkcentralen i Vetlanda.

## Filmografi (i urval)
- 1969 – Eva – den utstötta
- 1969 – Konfrontation
- 1970 – Skräcken har 1000 ögon
- 1970 – Kyrkoherden
- 1971 – Dagmars heta trosor
- 1971 – Lockfågeln
- 1972 – Swedish Wildcats
- 1973 – Din stund på jorden (TV-serie)
- 1973 – Smutsiga fingrar
- 1974 – Thriller – en grym film
- 1975 – Sängkamrater
- 1976 – Raskens (TV-serie)
- 1996 – Stengrunden

## Teater

### Roller (ej komplett)
| År   | Roll            | Produktion                                                                  | Regi                | Teater        |
| ---- | --------------- | --------------------------------------------------------------------------- | ------------------- | ------------- |
| 1971 | Vickie Reynolds | Skulle det dyka upp fler lik är det bara å ringa (Busybody) Jack Popplewell | Stig Ossian Ericson | Lilla teatern |

### Fotnoter
1. ↑  Solveig Andersson, Svensk Filmdatabas, läs online, läst: 17 mars 2025.[källa från Wikidata]
2. ↑   https://svenskagravar.se/gravsatt/613db94a-c907-4af8-8cd9-d0ca6aabb262 Svenska Gravar
3. 1 2  ”Solveig Andersson-Carlsson”. Svensk Filmdatabas. http://www.sfi.se/sv/svensk-filmdatabas/Item/?type=PERSON&itemid=68544&ref=%2ftemplates%2fSwedishFilmSearchResult.aspx%3fid%3d1225%26epslanguage%3dsv%26searchword%3dSolveig+Andersson-Carlsson%26type%3dPerson%26match%3dBegin%26page%3d1%26prom%3dFalse. Läst 22 september 2012.
4. ↑  ”Solveig är dagens sommarvärd”. Sveriges Radio P4 Skaraborg. 19 juli 2011. https://sverigesradio.se/sida/artikel.aspx?programid=97&artikel=4608013. Läst 5 juni 2019.
5. ↑  Lise-Lotte Lindgren (24 augusti 2012). ”"Jag var rädd för de arga tanterna i pingstkyrkan"”. Tidningen Dagen. https://www.dagen.se/familj/jag-var-radd-for-de-arga-tanterna-i-pingstkyrkan-1.110327.
6. ↑  Jeans från Höglandet Maria Erixon intervjuad av Mikael Torstensson i Vision Höglandet (odaterad).
7. ↑  ”Skulle det dyka upp flera lik är det bara å ringa!”. Musik- och Teaterbiblioteket. https://calmview.musikverk.se/CalmView/Record.aspx?src=CalmView.Performance&id=PERF14495&pos=71. Läst 21 juli 2025.
8. ↑  Hans Axel Holm (13 mars 1971). ”Hederlig komedi”. Dagens Nyheter:  s. 16. https://arkivet.dn.se/tidning/1971-03-13/70/16. Läst 27 juni 2018.